# Faculdade Guarapuava
A Faculdade Guarapuava é uma instituição de ensino superior privada localizada na cidade de Guarapuava, estado do Paraná.
Fundada no ano 2000, a instituição é mantida pelo Grupo Mattos Leão Educacional.